# Gardineria
Genre
Gardineria est un genre de coraux durs de la famille des Gardineriidae.

## Liste d'espèces
Selon ITIS (5 juillet 2015), le genre Gardineria comprend les espèces suivantes :
- Gardineria barbadensis De Pourtalès, 1874
- Gardineria hawaiiensis Vaughan, 1907
- Gardineria minor Wells, 1973
- Gardineria paradoxa De Pourtalès, 1868
- Gardineria philippinensis Cairns, 1989
- Gardineria simplex De Pourtalès, 1878